# Liste der britischen Botschafter in Persien und Iran

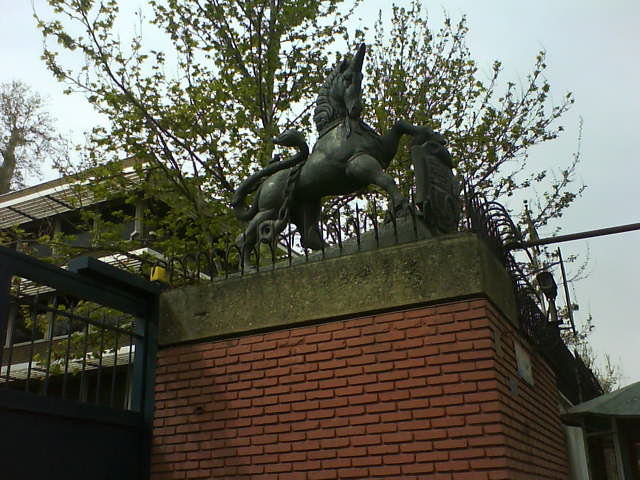
Britische Botschaft in Teheran, 2009

Die ist eine Liste der britischen Botschafter in Persien und Iran.

## Geschichte
Her Majesty ambassador to the Peacock Throne war von 1601 bis 1873 häufig ein Beamter der britischen Ostindien-Kompanie.
Er entsprach so dem Ideal des britischen Gesandten mit eigenem Einkommen, was seine parlamentarische Kontrolle über den Haushalt einschränkte.
Zu den frühen Gesandten gehörte Robert Shirley, der 5000 Pferde mitbrachte, mit welchen er eine persische Kavallerie aufbaute.
Der Pfauenthron stand an verschiedenen Orten.
Von 1598 bis 1722 regierten die Safawiden zeitweise aus Isfahan.
1627 wurde Abbas I. von Dodmore Cotton in Behschahr auf seinem Landsitz besucht, die Delegation folgte dem Hof nach Qazvin.
Abbas I. regierte zeitweise auch aus Teheran.
Von 1736 bis 1747 residierte Nadir Schah in Maschhad.
Von 1760 bis 1779 residierte Karim Khan in Schiraz.
Von 1779 bis 1925 residierten die Kadscharen in Teheran.
Die Strategie des The Great Game bemühte die Erklärungsfigur, Britisch-Indien sei durch Frankreich und/oder Russland bedroht.
Der am 7. und 9. Juli 1807 von Napoleon Bonaparte und Alexander I. geschlossene Frieden von Tilsit
und der Vertrag von Finckenstein zur franko-persischen Allianz wurde aus einer Perspektive eines franco-russischen Vorrückens auf Britisch-Indien dargestellt.
Dies schien sich durch anschließend einstellende Kriegserfolge der russischen Armee zu bestätigen.
Im Russisch-Persischen Krieg (1804–1813) eroberte das russische Kaiserreich Georgien und weite Gebiete des Kaukasus.
Im Russisch-Türkischen Krieg (1806–1812) sicherte es sich große Teile der Fürstentümer Walachei und Moldawien sowie Bessarabien.
Der, unter der Ägide des Foreign Office und auf Vermittlung des britischen Botschafters in Persien, Gore Ouseley geschlossene Friede von Gulistan vom 12. Oktober 1813 sprach dem russischen Kaiserreich Transkaukasien zu.
So wurde eine Ausdehnung des Osmanischen Reiches im Osten unterbunden.
The Great Game führte zum Vertrag von Sankt Petersburg (1907) mit dem die russische und die britische Regierung Persien in Interessensphären aufteilten, die durch die anglo-russische Invasion Irans 1914 bis 1919 manifestiert wurden.
Der Generalgouverneur und Vizekönig von Indien, George Eden, 1. Earl of Auckland
begründete imperiale Interessen an Afghanistan mit dem Sicherheitsbedürfnis von Britisch-Indien.
Mit russischer Militärhilfe belagerten persische Truppen 1839 Herat, was von britischer Seite als Anlass für den ersten anglo-afghanischen Krieg genommen wurde.
Die Kadscharen verzichteten bis Mitte des 19. Jahrhunderts auf Handelsverträge mit den Briten, in welchen ein flächendeckendes Netz von britischen Konsulaten gefordert wurde.
Generalkonsulate gab es seit 1878 in Buschehr, seit 1891 in Isfahan und seit 1889 in Maschhad.
Konsuln wurde in Ahvaz, Kerman, Kermānschāh, Chorramschahr, Rasht, Zahedan und Schiraz Exequatur eingesetzt.
Die britische Gesandtschaft in Teheran wurde nach der Teheran-Konferenz 1944 zur Botschaft aufgewertet.

## Botschafter
| Ernannt / Akkreditiert | Name                                             | Bemerkungen | ernannt während der Regierung von                             | akkreditiert bei                 | Posten verlassen |
| ---------------------- | ------------------------------------------------ | --- | ------------------------------------------------------------- | -------------------------------- | ---------------- |
| 1290                   | Geoffrey of Langley                              | | Eduard I.                                                     | Gaichatu                         |                  |
| 1561                   | Antony Jenkinson                                 | | Elisabeth I.                                                  | Tahmasp I.                       |                  |
| 1. Dez. 1599           | Robert Shirley                                   | | Elisabeth I.                                                  | Abbas I.                         | 1600             |
| 1621                   | Thomas Roe                                       | | Jakob I.                                                      | Abbas I.                         |                  |
| 1627                   | Dodmore Cotton                                   | Sekretär: Stodart Robert | Karl I.                                                       | Abbas I.                         |                  |
| 1743                   | Jonas Hanway                                     | | Georg II.                                                     | Aga Mohammed Khan                |                  |
| 1801                   | John Malcolm                                     | Beauftragter von Jonathan Duncan | Henry Addington, 1. Viscount Sidmouth                         | Fath Ali Schah                   |                  |
| 1807                   | Harford Jones                                    | Außerordentlicher Gesandter | William Henry Cavendish-Bentinck, 3. Duke of Portland         | Fath Ali Schah                   | 1811             |
| 1810                   | Gore Ouseley                                     | Botschafter | Spencer Perceval                                              | Fath Ali Schah                   | 1814             |
| 1. Apr. 1814           | James Justinian Morier                           | Ministre plénipotentiaire | Robert Banks Jenkinson, 2. Earl of Liverpool                  | Fath Ali Schah                   | 1815             |
| 13. Apr. 1814          | Henry Ellis                                      | Ministre plénipotentiaire ad interim, während der Abwesenheit von James Justinian Morier | Robert Banks Jenkinson, 2. Earl of Liverpool                  | Fath Ali Schah                   | 1815             |
| 1815                   | Henry Willock                                    | Geschäftsträger | Robert Banks Jenkinson, 2. Earl of Liverpool                  | Fath Ali Schah                   | 1822             |
| 1823                   | Henry Willock                                    | Geschäftsträger | Robert Banks Jenkinson, 2. Earl of Liverpool                  | Fath Ali Schah                   | 1826             |
| 29. Juli 1826          | John Macdonald Kinneir                           | a.o.Gesandter von William Pitt Amherst, 1. Earl Amherst | Robert Banks Jenkinson, 2. Earl of Liverpool                  | Fath Ali Schah                   | 1830             |
| 1830                   | John Nicoll Robert Campbell                      | Geschäftsträger, ab 1830 Generalkonsul und Ministre plénipotentiaire | Charles Grey, 2. Earl Grey                                    | Fath Ali Schah                   | 1835             |
| 1835                   | Henry Ellis                                      | | William Lamb, 2. Viscount Melbourne                           | Mohammed Schah                   | 1836             |
| 1836                   | Sir John McNeill                                 | | William Lamb, 2. Viscount Melbourne                           | Mohammed Schah                   | 1838             |
| 1839                   | Unterbrechung der diplomatischen Beziehungen     | Belagerung von Herat durch die Truppen der Kadscharen zu Beginn des ersten anglo-afghanischen Krieg | William Lamb, 2. Viscount Melbourne                           | Mohammed Schah                   | 1841             |
| 1839                   | Sir John McNeill                                 | | William Lamb, 2. Viscount Melbourne                           | Mohammed Schah                   | 1844             |
| 1842                   | Justin Sheil                                     | Geschäftsträger ab 1844 a.o. Gesandter und Ministre plénipotentiaire | Robert Peel                                                   | Mohammed Schah                   | 1854             |
| 1847                   | Francis Farrant                                  | Geschäftsträger | John Russell, 1. Earl Russell                                 | Mohammed Schah                   | 1849             |
| Nov. 1849              | William Taylour Thomson                          | Geschäftsträger | John Russell, 1. Earl Russell                                 | Naser ad-Din Schah               | Nov. 1855        |
| 1854                   | Charles Augustus Murray                          | außerordentlicher Gesandter und Ministre plénipotentiaire | Edward Geoffrey Smith Stanley, 14. Earl of Derby              | Naser ad-Din Schah               | 1858             |
| 1. Nov. 1856           | Unterbrechung der diplomatischen Beziehungen     | Anglo-Persian War | Henry John Temple, 3. Viscount Palmerston                     | Naser ad-Din Schah               | 4. Apr. 1857     |
| 1857                   | Charles Augustus Murray                          | | Henry John Temple, 3. Viscount Palmerston                     | Naser ad-Din Schah               | 1859             |
| 1858                   | William Doria                                    | Geschäftsträger | Edward Geoffrey Smith Stanley, 14. Earl of Derby              | Naser ad-Din Schah               | 1859             |
| Nov. 1859              | Ronald Ferguson Thomson                          | Geschäftsträger | Henry John Temple, 3. Viscount Palmerston                     | Naser ad-Din Schah               | Dez. 1859        |
| 1859                   | Henry Creswicke Rawlinson                        | außerordentlicher Gesandter und Ministre plénipotentiaire | Henry John Temple, 3. Viscount Palmerston                     | Naser ad-Din Schah               | 1860             |
| 7. Apr. 1860           | Charles Alison                                   | außerordentlicher Gesandter und Ministre plénipotentiaire | Henry John Temple, 3. Viscount Palmerston                     | Naser ad-Din Schah               | 29. Apr. 1872    |
| Mai 1860               | Lewis Pelly                                      | Geschäftsträger | Henry John Temple, 3. Viscount Palmerston                     | Naser ad-Din Schah               | Juli 1860        |
| Nov. 1862              | Ronald Ferguson Thomson                          | Geschäftsträger | Henry John Temple, 3. Viscount Palmerston                     | Naser ad-Din Schah               | Dez. 1862        |
| Dez. 1862              | Edward Backhouse Eastwick                        | Geschäftsträger | Henry John Temple, 3. Viscount Palmerston                     | Naser ad-Din Schah               | Jan. 1863        |
| 1863                   | Ronald Ferguson Thomson                          | Geschäftsträger | Henry John Temple, 3. Viscount Palmerston                     | Naser ad-Din Schah               | 1870             |
| Apr. 1872              | William John Dickson                             | Geschäftsträger | Benjamin Disraeli                                             | Naser ad-Din Schah               | Mai 1872         |
| 1872                   | Ronald Ferguson Thomson                          | Geschäftsträger | Benjamin Disraeli                                             | Naser ad-Din Schah               | 1873             |
| 1872                   | William Taylour Thomson                          | außerordentlicher Gesandter und Ministre plénipotentiaire | Benjamin Disraeli                                             | Naser ad-Din Schah               | 1879             |
| 1879                   | Ronald Ferguson Thomson                          | Geschäftsträger 1878–79. Envoy Extraordinary and Minister Plenipotentiary 1879–87 | Benjamin Disraeli                                             | Naser ad-Din Schah               | 1887             |
| 1885                   | Arthur Nicolson                                  | Geschäftsträger | Robert Arthur Talbot Gascoyne-Cecil, 3. Marquess of Salisbury | Naser ad-Din Schah               | 1888             |
| 1888                   | Henry Drummond Wolff                             | | William Ewart Gladstone                                       | Naser ad-Din Schah               | 1891             |
| 1889                   | Robert John Kennedy                              | Geschäftsträger | William Ewart Gladstone                                       | Naser ad-Din Schah               | 1891             |
| 1891                   | Frank Lascelles                                  | außerordentlicher Gesandter und Ministre plénipotentiaire | William Ewart Gladstone                                       | Naser ad-Din Schah               | 1894             |
| 1894                   | William Conyngham Greene                         | Geschäftsträger | Archibald Philip Primrose, 5. Earl of Rosebery                | Naser ad-Din Schah               | 1894             |
| 1894                   | Mortimer Durand                                  | außerordentlicher Gesandter und Ministre plénipotentiaire | Archibald Philip Primrose, 5. Earl of Rosebery                | Naser ad-Din Schah               | 1900             |
| 1897                   | Charles Hardinge, 1. Baron Hardinge of Penshurst | Geschäftsträger | Robert Arthur Talbot Gascoyne-Cecil, 3. Marquess of Salisbury | Mozaffar ad-Din Schah            | 1898             |
| 1900                   | Cecil Spring-Rice                                | Geschäftsträger | Robert Arthur Talbot Gascoyne-Cecil, 3. Marquess of Salisbury | Mozaffar ad-Din Schah            |                  |
| 1900                   | Arthur Henry Hardinge                            | | Robert Arthur Talbot Gascoyne-Cecil, 3. Marquess of Salisbury | Mozaffar ad-Din Schah            | 1906             |
| Okt. 1902              | Charles Louis des Graz                           | Geschäftsträger | Arthur Balfour                                                | Mozaffar ad-Din Schah            | Nov. 1902        |
| Sep. 1905              | Evelyn Mountstuart Grant Duff                    | Geschäftsträger | Henry Campbell-Bannerman                                      | Mozaffar ad-Din Schah            | Sep. 1906        |
| 1906                   | Cecil Spring-Rice                                | | Henry Campbell-Bannerman                                      | Mozaffar ad-Din Schah            | 1908             |
| 1908                   | George Head Barclay                              | außerordentlicher Gesandter und Ministre plénipotentiaire | Herbert Henry Asquith                                         | Mohammed Ali Schah               | 1912             |
| 1912                   | Walter Beaupré Townley                           | | Herbert Henry Asquith                                         | Ahmad Schah Kadschar             | 1916             |
| 1916                   | Charles Marling                                  | | David Lloyd George                                            | Ahmad Schah Kadschar             | 1918             |
| 1918                   | Percy Zachariah Cox                              | | David Lloyd George                                            | Ahmad Schah Kadschar             | 1920             |
| 1920                   | Herman Cameron Norman                            | außerordentlicher Gesandter und Ministre plénipotentiaire | David Lloyd George                                            | Ahmad Schah Kadschar             | 1921             |
| 1921                   | Percy Lyham Loraine                              | außerordentlicher Gesandter und Ministre plénipotentiaire | David Lloyd George                                            | Ahmad Schah Kadschar             | 1926             |
| 1926                   | Robert Henry Clive                               | | Ramsay MacDonald                                              | Reza Schah Pahlavi               | 1931             |
| 1931                   | Reginald Hoare                                   | | Ramsay MacDonald                                              | Reza Schah Pahlavi               | 1935             |
| 1934                   | Hughe Montgomery Knatchbull-Hugessen             | außerordentlicher Gesandter und Ministre plénipotentiaire | Ramsay MacDonald                                              | Reza Schah Pahlavi               | 1939             |
| 1936                   | Horace James Seymour                             | | Stanley Baldwin                                               | Reza Schah Pahlavi               | 1942             |
| Feb. 1944              | Reader Bullard                                   | außerordentlicher Gesandter und Ministre plénipotentiaire | Winston Churchill                                             | Mohammad Reza Pahlavi            | 1946             |
| 18. Apr. 1946          | John Helier Le Rougetel                          | Botschafter | Winston Churchill                                             | Mohammad Reza Pahlavi            | 1950             |
| 4. März 1950           | Francis Shepherd                                 | | Winston Churchill                                             | Mohammad Reza Pahlavi            | 1952             |
| 28. Jan. 1952          | George Humphrey Middleton                        | | Winston Churchill                                             | Mohammad Reza Pahlavi            |                  |
| 31. Okt. 1952          | Unterbrechung der diplomatischen Beziehungen     | Nach der Neuausschreibung der Konzessionen für die Anglo-Persian Oil Company initiierte der MI6 die Operation Boot und die diplomatische Vertretung wurde zurückgezogen.                                                                               | Winston Churchill                                             | Mohammad Reza Pahlavi            | 1953             |
| 22. Dez. 1953          | Denis Arthur Hepworth Wright                     | Geschäftsträger | Winston Churchill                                             | Mohammad Reza Pahlavi            |                  |
| 1954                   | Roger Bentham Stevens                            | | Winston Churchill                                             | Mohammad Reza Pahlavi            | 1958             |
| 1958                   | Geoffrey Wedgwood Harrison                       | | Harold Macmillan                                              | Mohammad Reza Pahlavi            | 1963             |
| 1963                   | Denis Arthur Hepworth Wright                     | | Alec Douglas-Home                                             | Mohammad Reza Pahlavi            | 1971             |
| 1971                   | Peter Ramsbotham, 3. Viscount Soulbury           | | Edward Heath                                                  | Mohammad Reza Pahlavi            | 1974             |
| 1974                   | Anthony Derrick Parsons                          | | Harold Wilson                                                 | Mohammad Reza Pahlavi            | 1979             |
| 1979                   | John Alexander Noble Graham, 4. Baronet          | | Margaret Thatcher                                             | Mohammad Reza Pahlavi            | 1980             |
| 1980                   | Stephen Jeremy Barrett                           | Head of British Interests Section, Royal Swedish Embassy, Tehran | Margaret Thatcher                                             | Abolhassan Banisadr              | 1981             |
| 1981                   | Nicholas John Barrington                         | Head of British Interests Section, Royal Swedish Embassy, Tehran | Margaret Thatcher                                             | Ali Chamene'i                    | 1983             |
| 1984                   | Paul Andrew Ramsay                               | Senior Visa Officer British Interests Section, Tehran | Margaret Thatcher                                             | Ali Chamene'i                    | 1987             |
| 1989                   | Nicholas Walker Browne                           | Fatwa von Ruhollah Chomeini / Salman Rushdie | Margaret Thatcher                                             | Ali Akbar Haschemi Rafsandschani | 14. Feb. 1989    |
| 14. Feb. 1989          | Unterbrechung der diplomatischen Beziehungen     | Fatwa von Ruhollah Chomeini / Salman Rushdie | Margaret Thatcher                                             | Ali Akbar Haschemi Rafsandschani | 1990             |
| 1990                   | David Reddaway                                   | | John Major                                                    | Ali Akbar Haschemi Rafsandschani | 1993             |
| 1993                   | Jeffrey Russell James                            | Geschäftsträger | John Major                                                    | Ali Akbar Haschemi Rafsandschani | 1997             |
| 1997                   | Nicholas Walker Browne                           | | Tony Blair                                                    | Mohammad Chatami                 | 2002             |
| 2003                   | Richard John Dalton                              | | Tony Blair                                                    | Mohammad Chatami                 | 2006             |
| 2006                   | Geoffrey Adams                                   | | Tony Blair                                                    | Mahmud Ahmadinedschad            | 2009             |
| 2009                   | Simon Gass                                       | | Gordon Brown                                                  | Mahmud Ahmadinedschad            | 14. Apr. 2011    |
| Okt. 2011              | Dominick Chilcott                                | | David Cameron                                                 | Mahmud Ahmadinedschad            | Nov. 2011        |
| 29. Nov. 2011          | Unterbrechung der diplomatischen Beziehungen     | Die britische Botschaft in Teheran wurde nach einem Angriff auf die Botschaft am 29. November 2011 geschlossen. Schweden vertrat die britischen Interessen in Iran durch eine britische Interessenabteilung bei der schwedischen Botschaft in Teheran. | David Cameron                                                 | Mahmud Ahmadinedschad            | 11. Nov. 2013    |
| 11. Nov. 2013          | Ajay Sharma                                      | nicht residenter Geschäftsträger in Teheran | David Cameron                                                 | Hassan Rohani                    | 23. Aug. 2015    |
| 23. Aug. 2015          | Ajay Sharma                                      | Geschäftsträger in Teheran öffnet die britische Botschaft in Teheran. | David Cameron                                                 | Hassan Rohani                    | Nov. 2015        |
| Dez. 2015              | Nicholas Hopton                                  | Geschäftsträger in Teheran. | David Cameron                                                 | Hassan Rohani                    | Sep. 2016        |
| Sep. 2016              | Nicholas Hopton                                  | zum Botschafter ernannt. | Theresa May                                                   | Hassan Rohani                    |                  |
| Apr. 2018              | Robert Nigel Paul Macaire                        | Botschafter | Theresa May                                                   | Hassan Rohani                    |                  |